# Кленівська сільська рада (Амвросіївський район)
Кленівська сільська рада — колишній орган місцевого самоврядування у Амвросіївському районі Донецької області з центром у селищі Кленівка.

## Населені пункти
Сільській раді були підпорядковані населені пункти:
- с-ще Кленівка
- с-ще Дзеркальне
- с-ще Мережки
- с-ще Петренки
- с-ще Побєда
- с-ще Свободне

## Склад ради
Рада складалася з 16 депутатів та голови.